# U Cephei
Désignations

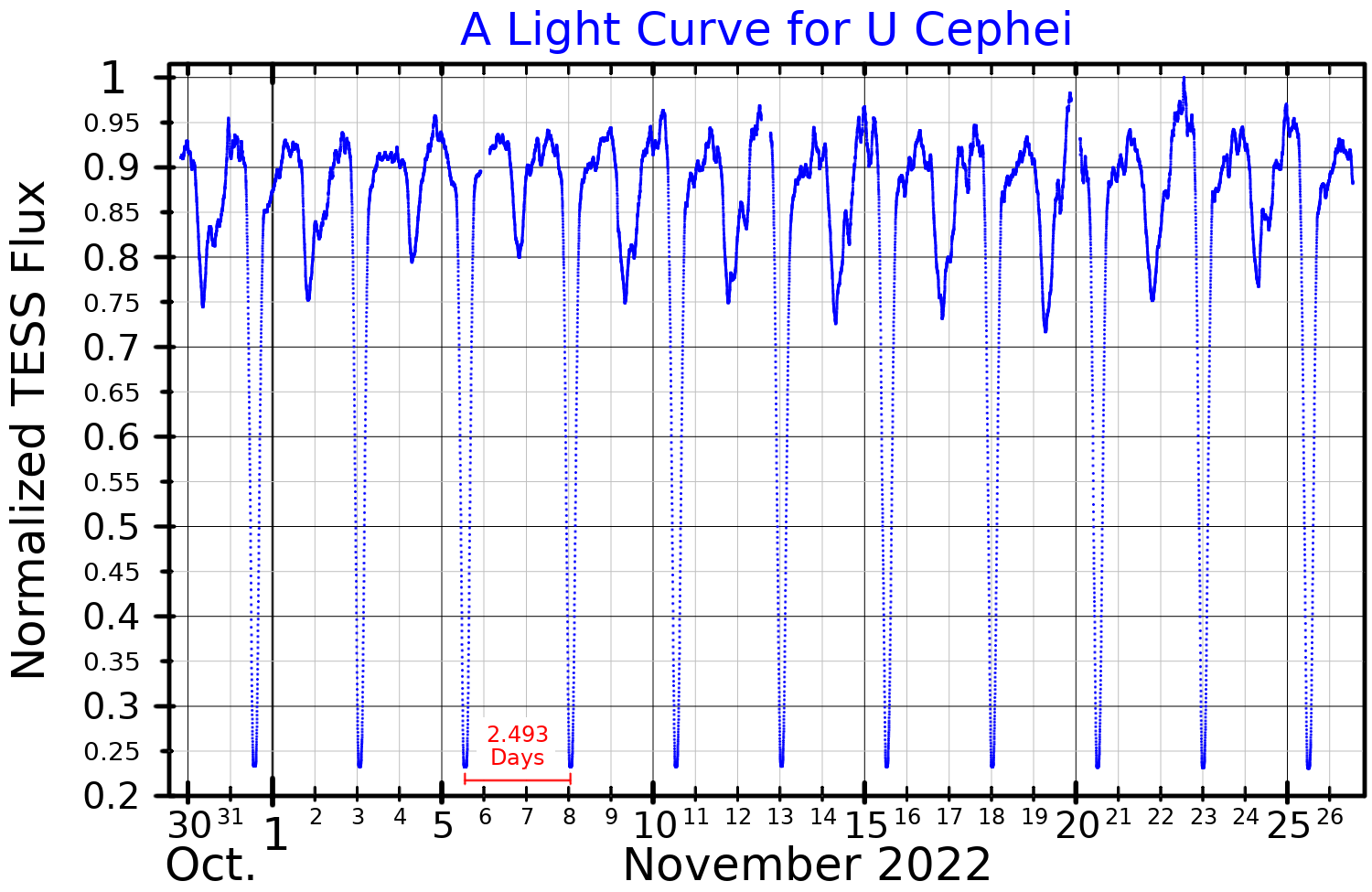
Courbe de lumière de U Cephei, tracée à partir des données du satellite TESS.

U Cephei est une étoile binaire à éclipses découverte en 1880. Elle se compose d'une étoile bleu-blanc de la séquence principale de type spectral B7Ve qui est éclipsée tous les deux jours et demi par une géante de type G8III-IV, moins brillante mais plus grosse. La chute de luminosité dure 4 heures et le système voit sa magnitude apparente passer de 6,7 à 9,2. L'éclipse totale dure ensuite 2 heures avant une remontée de luminosité de 4 heures. Les deux astres, séparés par moins de 10 millions de km, s'échangent de la matière. Ce transfert en direction de la géante bleue a fait que la période orbitale du système s'est allongée de 4 minutes au cours du XXe siècle. U Cephei est l'une des binaires à éclipses les plus brillantes. Située près du pôle nord céleste, elle peut être suivie en permanence avec une lunette de 60 mm (même si, lors des minima, elle n'est plus guère visible à l'oculaire).
Le système possède deux compagnons visuels recensés dans les catalogues d'étoiles doubles et multiples. U Cephei B est une étoile de douzième magnitude qui, en date de 2016, était localisée à une distance angulaire de 13,9 secondes d'arc et selon un angle de position de 63° de U Cephei A. Elle présente un mouvement propre commun avec le système, ce qui indique qu'elle y est physiquement liée.
U Cephei C est une autre étoile de douzième magnitude, mais elle n'est qu'une double purement optique et sa proximité avec le système est une coïncidence.